# 劍龍級潛艇
劍龍級潛艦為中華民國海軍向荷蘭購買的潛艦，隸屬中華民國海軍二五六戰隊。由荷蘭劍魚級潛艦（或稱旗魚級）為基礎改裝海象級潛艦的作戰系統及偵搜裝備而成，但維持採用劍魚級的淚滴型艦身及十字型艦艉控制面，故又稱改良型旗魚級。

## 歷程

### 台荷雙邊交流
1973年台灣從美國獲得海獅號和海豹號號潛艦，但兩艦只是二次大戰時期建造的老舊潛艦，數量又太少，所以台灣向美國申購更多潛艦，但美國以潛艦具有攻擊性而拒絕，隨著1979年台美斷交，從美國獲得潛艦的可能性也就更低。1970年代，歐洲造船業受到日本激烈競爭，新興造船國韓國也利用政府補貼以低價搶奪訂單，荷蘭造船業也深受歐洲造船業不景氣影響，屬於荷蘭主要造船公司之一的（Rijn Schelde Verolme，RSV）造船集團在1979年只剩下不足一年的工作量，如沒有新訂單便要大規模裁員，部分造船廠更需要關閉，將會在荷蘭造船重鎮如鹿特丹造成嚴重的失業問題。1979年年初，當時身處韓國的台灣外交部常務次長錢復接到荷蘭國會國防委員會副主席普勒提出會晤的電話，錢復安排普勒到台灣會面。兩人在台北會面時，普勒向錢復稱荷蘭可以向台灣出售潛艦，一方面可以緩解荷蘭造船廠的倒閉危機，另一方面又可讓台灣獲得新型潛艦，錢復問普勒可否獲得荷蘭政府的輸出許可，否則無法達成軍購交易，普勒則表示他可以運用在荷蘭國會的影響力爭取荷蘭政府批准出售潛艦給台灣，錢復之後安排普勒與海軍出身的參謀總長宋長志及海軍總司令鄒堅會面。同年，台灣派出有造船業背景的海軍代表前往荷蘭RSV公司的造船廠考察，並就採購潛艦的技術規格及要求進行初步討論。荷蘭RSV公司於1980年2月派出業務經理到訪台灣，在海軍總部簡報荷蘭當時操作中的旗魚級柴電攻擊潛艦，海軍在5月派遣計畫署長柴翔業到荷蘭RSV公司洽購潛艦。

### 籌資及專案預算
海軍在1980年6月決定執行「劍龍專案」向荷蘭採購潛艦，並就此向總統蔣經國提交簡報。海軍最初預定採購6艘，但是因預算有限，難以說服中華民國國軍其它軍種在經費上作出妥協，而且荷蘭船廠是因為陷入經濟困難才積極向台灣推銷潛艦，由於荷蘭船廠的前景不明朗，最後決議先採購2艘、後續4艘視第一批使用狀況再行決定。但是首批兩艘的採購案便引來中華人民共和國對荷蘭強烈的外交報復，包括將已「邦交正常化」的兩國外交關係由大使级降為代辦级（后于1984年恢复为大使级）；這使得荷蘭內閣對後續潛艦採購案持反對態度，後續訂購也就無疾而終；原合約所要求的人員培訓降級為僅包括駕駛，操作和維護人員的培訓，不包括作戰指揮人員培訓。
採購荷蘭潛艦在當年是一個充滿風險的計劃，海軍為訂購潛艦尋求預算時，由於兩艘潛艦的合約總值3.7億美元，行政院長俞國華表示國家沒有這麼多預算，由於海軍沒有經費訂購，採購計劃差點終止，但是當時的海軍中將劉和謙卻認為現代化的潛艦對台灣的防衛是至關重要的艦種，所以親自向蔣經國總統力諫。雖然蔣經國在討論中得知荷蘭船廠財困，也憂慮是否真的可以購得潛艦，但是劉和謙表示台灣應不惜代價獲取現代化的潛艦，同時他會親自到荷蘭船廠簽約及監造，承擔一切責任，蔣經國便同意授權劉和謙主理採購荷蘭潛艦的專案，並且指示批出預算予潛艦採購案及「專款專用」。

### 簽約及建造
荷蘭政府批准潛艦交易的主要條件是台灣需要購買與潛艦交易等值的荷蘭公司商品，為滿足貿易額要求，經濟部協調各政府機關及主要國營公司，議定採購荷蘭產品的清單，如台電採購荷蘭供電及輸電設備，中油購買四座大型儲存槽，榮工處採購荷蘭工程設備，建造中的國家戲劇院及國家音樂廳選用飛利浦公司的照明產品。經濟部又協請民營企業採購荷蘭產品，如義美食品購買荷蘭奶粉，台塑採購荷蘭化學原料。1981年3月，台灣代表團與荷蘭20家公司在海牙簽署商貿協議。
因為台灣海軍沒有購買柴電攻擊潛艦的經驗，台灣過往輸入的軍備，大部分都是經由美援管道獲取，或通過台美軍售購入，這兩種籌獲途徑均由美軍主導專案的管理，甚少直接向外國洽購，所以當海軍要向荷蘭購買潛艦時，對於怎樣準備採購文書、談判交易條款及制定合約，台灣海軍可謂一概不懂，這樣便會被賣方牽著走，一旦發生買賣爭議時將會落入不利位置。當年台灣與由白人主政的南非共和國關係不錯，南非當年向法國購買了海豚級潛艦，也採購了奧古斯塔級潛艦，縱使後者因南非被制裁而沒法完成交易。為使與荷蘭方面的談判和交易能夠順利進行，劉和謙中將在1981年5月向南非海軍總司令提出希望獲取該國購買法國潛艦的合約範本，作為參考文書之用，南非方面答應請求，並將合約的影印本發給台灣海軍。
1981年9月3日劉和謙代表海軍與RSV公司簽約，兩艘潛艦由位於鹿特丹的威爾頓費諾德造船廠（Wilton Fijenoord，WF）建造。同年12月20日，台灣派出由海軍少將姚慶章率領，包含管理組、機電組、財務組、兵器組及輪機組，合共36人前赴荷蘭，進駐威爾頓費諾德造船廠監造潛艦。第一艘海龍艦在1982年1月11日開工，第二艘海虎艦在1982年4月15日開工。
1986年4月，在WF造船廠內建造中的海龍艦與海虎艦已經合攏船段，然而WF造船廠面臨倒閉危機，國防部協請經濟部海關局將原定交由台灣中船建造的兩艘800噸級緝私艦，改為向WF造船廠訂購，同年9月簽約在荷蘭建造，這2艘緝私艦即為1988年服役的福星艦、謀星艦。
荷蘭鹿特丹的潛艦廠區在1986年8月14日失火，當時由鹿特丹船塢公司（Rotterdam Drydock campany，RDM）為荷蘭海軍建造及已下水的海象級潛艇首艦海象號發生火災，當時建造海象號的鹿特丹船塢公司與建造劍龍級的威爾頓費諾德造船廠的母公司同為RSV集團，兩家造船廠是姊妹公司且位於鹿特丹廠區。海象號艙內起火冒煙後，台灣海軍駐廠監造官兵得知潛艦廠區起火後，立即協助荷方滅火，避免火勢蔓延至在同一廠區尚未下水的劍龍級潛艦。海象號的起火原因懷疑是電氣裝置過熱，也有說由焊接引起，亦有稱是荷蘭船廠有職工在潛艦內違規抽菸引致，海象號經過三天的悶燒後，內部嚴重受損，雖然荷蘭海軍經評估後決定挽救海象號，無需整艘拆除解體，但艦身有多處需要拆除重建，大量艦內裝置需要更換，損失超過2億荷蘭盾，交艦日期大幅延後，比海象級的二號艦更遲服役，且大大加深RSV集團的財務困境。
海龍艦與海虎艦先後於1986年10月4日及12月20日下水。完成後續工程及通過測試後，1987年10月6日海龍艦交艦，1988年4月9日海虎艦交艦。兩艘荷蘭潛艦先後由半潛船運回台灣。為防運送回台的途中遭到截劫，海軍採取押運模式，派遣配槍的官兵在半潛船上隨潛艦返台。在運送回台灣的航線上，也不選用雖然航程較短，但需要途徑蘇伊士運河的航道，原因是埃及較可能配合中國當局扣押由荷蘭運往台灣的潛艦，所以運載潛艦的半潛船在離開荷蘭及通過英法海峽後，便橫跨大西洋直抵巴拿馬，經巴拿馬運河，再橫跨太平洋到達台灣。雖然航程要繞經大半個地球，但途中在美國海軍的監控範圍內，同時減少要途經的國家，特別是避開容易受中國當局擺佈的國家從而避免遭遇扣押。經過一波多折，兩艘劍龍級潛艦在各方努力下抵達台灣服役，海龍艦及海虎艦先後於1987年12月28日及1988年7月4日舉行成軍典禮。

### 採購魚雷
當時向荷蘭採購潛艦的合約中並不附帶所需的武器裝備，荷蘭沒有生產潛艦用魚雷，荷蘭海軍的潛艦使用購自美國的Mk 37型魚雷及Mk 48型魚雷，美國不會同意將魚雷轉售；為了解決有艦無雷的困境，海軍從印尼採購117枚由該國獲西德原廠授權組裝的SUT魚雷，該批魚雷除了向印尼支付必要的採購費用外，還有一部分是由提供LCM中型機械化登陸艇、LCU通用登陸艇和10萬噸稻米交換，SUT魚雷由中海級戰車登陸艦在1984及1987年分兩艦次運回，因此在劍龍級成軍時已有魚雷可用。中華人民共和國得知台灣是從印尼獲得SUT重型線導魚雷後，立刻向西德施壓，西德隨即以印尼非法將魚雷賣給中華民國國軍作為理由，取消了印尼的授權生產許可證。台灣在之後的30多年，再沒有通過任何途徑獲得魚雷，因為購得潛艦用魚雷的難度不下於購買潛艦，而且SUT魚雷商源消失維護日漸困難，所以台灣曾經嘗試通過亢龍計畫自製魚雷，但航速未能達到海軍的要求，因此仍需外購魚雷。
美國政府在2001年同意出售台灣八艘柴電潛艦及配合使用的Mk48 Mod 4M重型魚雷，但是作為「光華八號」潛艦採購案之一的三項軍購案在泛藍佔過半數的立法院飽受拖延，最終潛艦採購案遭到撤銷，計劃引入的Mk48 Mod 4M重型魚雷亦因而擱置。因為台灣缺乏SUT魚雷的西德原廠技術資料及零組件，只能採取逆向工程的方式維護，但可靠度難免存疑，過往戰雷測試也有脫靶的情況，使得劍龍級未能發揮最大戰力，所以海軍在「光華八號」潛艦採購案被泛藍陣營拉倒後，仍然尋求從美國單獨引進Mk 48型魚雷，至2017年美國同意出售Mk48 Mod 6 AT重型魚雷及在2020年簽約，海軍已服役超過30年的SUT魚雷將可得到替換。

### 後續艦
在蔣經國政府採購的首批兩艘劍龍級潛艦於1987及1988年服役後，由於荷蘭在中華人民共和國施壓下拒絕出售第二批劍龍級潛艦，故此中華民國海軍自此長期只有兩艘現代化潛艦，由於潛艦數量不足，二戰時期的海獅號和海豹號無法得到替換，當海龍號或海虎號需要入塢整修時，海軍本已緊缺的潛艦兵力更會大減。潛艦在國際上向來都是極為敏感的軍購項目，台灣更因為外交困難而難以從外國採購潛艦，從1990年代國民黨執政的李登輝政府便一直尋求增購至少六至八艘現代化潛艦，由於歐洲國家普遍缺乏抵擋中國施壓的能耐，所以只能經美國獲取，台灣經多年爭取後美國於2001年同意出售八艘柴電潛艦，但民進黨陳水扁政府在2004年提交包含採購八艘潛艦的三項軍購案到立法院審批時，此時屬於在野黨派及以國民黨為首的泛藍陣營立委以美國對於柴電潛艦的系統不熟悉的疑慮擋下，法案在泛藍立委佔過半數的立法院被杯葛及退回達69次，2007年由中國國民黨主導的黨團協商刪除三項軍購案中採購潛艦的預算，使台灣錯過從美國軍購潛艦的窗口期，到2008年國民黨馬英九政府上任後又再次向美國爭取出售潛艦，但在2009年上任的美國總統歐巴馬將台灣軍購潛艦案擱置，台灣爭取採購潛艦經歷30多年後仍是原地踏步，至2016年民進黨蔡英文政府落實執行海昌計劃建造海鯤級潛艦，期望通過潛艦國造逐漸解決中華民國海軍長期潛艦不足及持續老化的困境。不過即使有新潛艦加入中華民國海軍也會先替換已經服役超過70年的海獅號及海豹號潛艦，而且海鯤級的原型艦因尚未通過海測、零組件有瑕疵等疑慮，後續艦的建造預算遭到在野黨凍結，因此兩艘劍龍級潛艦經過升級後預期將會服役至2030年代或以後。

## 性能
劍龍級潛艦的艦體設計來自1970年代初服役的荷蘭海軍旗魚級潛艦，但結合許多荷蘭於同期建造海象級潛艇的新技術，艦上的裝備在1980年代屬於國際先進水平，包括全世界第一套整合聲納、導航及射控系統的SINBADS-M潛艦作戰系統，可同時儲存並比對300個聲紋資料，處理35個目標航跡，並自動追蹤其中20個目標。
SIASS-Z聲納系統包含艦艏的中頻鼓型陣列聲納、高頻主動聲納、PRS 3-15高頻被動聲納，以及位於艦體兩側的低頻被動聲納陣列（LOFAR），在發動攻擊時，聲納組可同時追蹤5個目標記及控制3枚魚雷進行攻擊。劍龍級潛艦的艦艏裝有6管21寸魚雷管，採用游出式發射，靠魚雷自身的動力游出魚雷管，沒有壓縮空氣裝置，構造較簡單，放出魚雷時也較為安靜，但只能施放魚雷及水雷，使用潛射飛彈則受到限制，如需要通過魚雷管發射魚叉飛彈等類型的潛射飛彈，魚雷管也需要升級修改。由於荷蘭沒有魚雷可供出售，台灣從印尼購得西德設計的SUT魚雷後，劍龍級的系統經過改裝以配合SUT線導魚雷的應用。

## 升級
2008年10月，美國正式宣布出售32枚潛射式UGM-84L Block2（具備陸攻能力）及兩套相關的武器控制系統。
2012年2月，媒體報導海軍向美國採購的UGM-84L潛射魚叉飛彈於美國完成試射；兩艘劍龍級潛艇於2012年加裝相關系統，2013年完成戰備。
2013年12月26日，中華民國國防部證實美方交付潛射魚叉反艦飛彈，這批訂單包含32枚UGM-84L型飛彈，2枚UTM-84L練習彈、2項UTM-84XD鑒定文件與訓練課程。
2014年10月18日，海龍號潛艦在屏東九鵬基地外海完成潛射式魚叉飛彈試射，兩枚飛彈均擊中水面標靶。海龍號潛艦完成戰備後，海虎號軍艦將進塢改裝潛射式魚叉飛彈系統。
2015年8月31日，國防預算案公開部分，31日上午送到立法院。預算案中指出海軍將從2016年起進行海龍、海虎潛艦的內部作戰、聲納等系統的5年性能提升計畫。性能提升後，將劍龍級潛艦作為電戰參數偵蒐艦，執行戰略偵蒐，戰時能藉平時累積的電戰參數資料庫及人員操作經驗，提供電戰參數，支援整體聯合作戰。由於在1980年代後期從印尼購入的SUT重型魚雷，性能已經落伍，且缺乏原廠零組件致維護困難，海軍因此制訂「劍魚專案」向美國申購Mk 48型魚雷。
至2017及2020年美國政府同意出售Mk48 Mod 6 AT重型魚雷，雙方其後簽訂採購協議，海軍已服役超過30年的SUT魚雷將可得到替換，台美在2020年達成首批18枚Mk 48 Mod 6AT重型魚雷的採購協議，雖然屬於Mk 48先進技術魚雷的外銷型，但射程、速度及尋標器的效能均較SUT魚雷有顯著的提升。
2018年11月14日，國防部貼出決標公告，以74億771萬1千元由國家中山科學研究院為主合約商，再委美商洛克希德馬丁公司（Lockheed Martin）進行性能提升，計劃在2024年完成3套劍龍級潛艦戰鬥系統的性能提升。後來因未獲得部分紅區裝備的輸出許可文件，海軍將計畫調整為2024年進行第1艘性能提升，2025年第2艘，2026年為第3套系統的驗收測試，2027年完成劍龍級潛艦的「系統驗證」。
2024年10月，首艘劍龍級完成戰系升級，將進行後續驗收測試。

## 同級艦
- 海龍艦（SS-793）建造：荷蘭威爾頓費諾德造船廠
  - 1982年12月15日，安放龍骨
  - 1986年10月4日，下水
  - 1987年10月9日，完工交艦
  - 1987年12月16日，由荷蘭籍「11號」乾塢船運抵高雄
  - 1987年12月28日，於左營成軍
  - 首任艦長：紀惟正上校

- 海虎艦（SS-794）建造：荷蘭威爾頓費諾德造船廠
  - 1982年12月，安放龍骨
  - 1986年12月20日，下水
  - 1988年4月9日，完工交艦
  - 1988年6月30日，由乾塢船運抵高雄
  - 1988年7月4日，於左營成軍
  - 首任艦長：丁劍清上校

## 戰訓紀錄
| 日期           | 任務艦 | 戰隊長     | 艦長       | 演習名稱     | 射擊海域     | 靶船            |
| -------------- | ------ | ---------- | ---------- | ------------ | ------------ | --------------- |
| 2003年10月8日  | 793    | 王天德少將 | 周益群上校 | 聯興90號預演 | 西南海域     | DD-907富陽軍艦  |
| 2003年10月14日 | 793    | 王天德少將 | 周益群上校 | 聯興90號預演 | 西南海域     | DD-918安陽軍艦  |
| 2005年9月6日   | 794    | 王昭舉少將 | 蔣國泰上校 | 漢光21號演習 | 西南海域     | DD-927雲陽軍艦  |
| 2006年10月4日  | 793    | 黃曙光少將 | 王華昌上校 | 漢光22號演習 | 西南海域     | DD-929邵陽軍艦  |
| 2007年5月16日  | 794    | 黃曙光少將 | 高嘉濱上校 | 漢光23號演習 | 蘇澳海域     | AOG-515龍泉軍艦 |
| 2020年7月15日  | 793    | ???        | ???        | 漢光36號演習 | 台灣東南海域 | FFG-932濟陽軍艦 |

## 外部連結
- Hai Lung type for TaiwanArchive.today的存檔，存档日期2012-07-27
- Hai Lung in Taiwan（页面存档备份，存于）
- World Navies Today: Taiwan (Republic of China)（页面存档备份，存于）